# Pseudodiaptomus trihamatus
Pseudodiaptomus trihamatus is een eenoogkreeftjessoort uit de familie van de Pseudodiaptomidae. De wetenschappelijke naam van de soort is voor het eerst geldig gepubliceerd in 1937 door Wright S..